# HMS Vållö (M66)
HMS Vållö (M66) var en minsvepare i svenska flottan av Arkö-klass. Fartyget såldes 1985 och användes som arbetsplats vid Tvetaberget på Värmdö under flera år. Fartyget destruerades 1996.